# Lathrotriccus euleri
El mosquero de Euler (Lathrotriccus euleri) es una especie de ave paseriforme de la  familia Tyrannidae, una de las dos pertenecientes al género Lathrotriccus. Es nativo de América del Sur y de las Antillas Menores.

## Nombres vulgares
También denominado atrapamoscas de sotobosque (en Venezuela), atrapamoscas de Euler (en Colombia), mosqueta de Euler o mosqueta parda (en Argentina y Paraguay), mosqueta de monte (en Uruguay) o mosquerito de Euler (en Perú).

## Distribución y hábitat
Se distribuye por una inmensa área a oriente de la cordillera de los Andes al este hasta el litoral Atlántico, al sur hasta el centro este de Argentina y Uruguay, incluyendo Colombia, Venezuela, Ecuador, Perú, Bolivia, Paraguay, Brasil (ausente o muy escaso al norte del río Amazonas), apenas localmente en Guyana, Surinam y Guayana Francesa; así como en Trinidad y en las Antillas Menores (aparentemente extinguido en Granada, donde no se le encuentra desde 1950). Es principalmente residente, la subespecie argentinus y las poblaciones sureñas de la nominal migran hacia el norte hacia la Amazonia durante los inviernos australes, y se vuelven localmente numerosos en el sureste de Perú; es posible que migrantes australes lleguen hasta Ecuador y Venezuela, pero no hay registros y las épocas, rutas y límites de la migración no son todavía comprendidos.
Esta especie, ampliamente diseminada, es considerada localmente común (principalmente hacia el sur) en sus hábitats naturales: los estratos medio y bajo de bosques húmedos, crecimientos secundarios y sus bordes, donde se mantiene poco visible, por lo menos hasta los 1500 m de altitud.

## Descripción
Mide 12,7 a 13,2 cm de longitud y pesa entre 9 a 13,8 g. Las partes superiores son de color marrón oliváceo; las alas son oscuras, con dos rayas amarillentas. La garganta y la parte superior del pecho son grises, el resto del pecho es marrón y el abdomen claro amarillento. La mandíbula es amarillenta, y se distingue por una mancha clara indistinta sobre el lorum y por el nítido anillo ocular.

## Comportamiento

### Alimentación
Se alimenta de insectos que atrapa en el aire. Discreto, posa erecto entre la vegetación del sotobosque y da vuelos cortos entre el follaje, volviendo a encaramarse. No se junta a bandadas mixtas.

### Reproducción
La actividad pico de anidación ocurre a finales de octubre y en noviembre y se extiende hasta enero y febrero. El nido tiene forma de cuenco, es hecho de hierba, hojas y fibras vegetales y se coloca en una horqueta en los árboles. Por lo general se encuentra a pocos metros por encima del suelo, pero puede ser hecho hasta en la copa del árbol. La hembra pone dos a tres huevos blancos, con manchas de color marrón rojizo, la mayoría en el extremo más largo y que pesan alrededor de 1,7 g  y miden aproximadamente 18 x 13,5 mm. Sólo la hembra incuba y el macho le suministra la comida cuando ella está en el nido. A unos 20 a 25 C° de temperatura ambiente, los huevos eclosionan después de 16 a 18 días y los polluelos abandonan el nido después de unos 15 días. La pérdida de crías debido a la depredación se ha estimado moderada.

### Vocalización
Su llamado es un ronco y fuerte «chee-chi-wi-wi-wi». El canto es un abrupto «fiu' pi'pipi'p' ». El canto de madrugada es menos áspero, «biu...biu-uip» y recuerda a una Elaenia.

## Sistemática

### Descripción original
La especie L. euleri fue descrita por primera vez por el ornitólogo alemán Jean Cabanis en 1868 bajo el nombre científico Empidochanes euleri; la localidad tipo es: «Cantagalo, Río de Janeiro, Brasil».

### Etimología
El nombre genérico masculino «Lathrotriccus» se compone de las palabras del griego «lathraios, lathrios» que significa ‘secreto’, y « τρικκος trikkos» un pequeño pájaro no identificado; en ornitología, «triccus» significa «atrapamoscas tirano»; y el nombre de la especie «euleri» conmemora al ornitólogo aficionado suizo residente en Brasil Carl Hieronymus Euler (1834–1901).

### Taxonomía
Por su apariencia, la presente especie fue durante mucho tiempo clasificada dentro del género Empidonax, hasta que en 1986 fue propuesto el género Lathrotriccus para albergarla. La especie descrita Empidonax johnstonei Barbour, 1911, fue descrita para substituir a Empidonax euleri flaviventris (nombre que dentro de Empidonax se encontraba pre-ocupado), por lo que actualmente es un sinónimo posterior de esta subespecie.

### Subespecies
Según las clasificaciones del Congreso Ornitológico Internacional (IOC) y Clements Checklist/eBird se reconocen cinco subespecies, con su correspondiente distribución geográfica:
- Grupo politípico flaviventris:
  - Lathrotriccus euleri flaviventris (Lawrence), 1887 – Granada, probablemente extinta.
  - Lathrotriccus euleri lawrencei (Allen), 1889 – Trinidad, oeste y norte de Venezuela, localmente al este de Colombia, también ocasionalmente en las Guayanas.
  - Lathrotriccus euleri bolivianus (Allen), 1889 – sur y sureste de Venezuela, este de Ecuador, este de Perú, la mayor parte de Brasil (excepto norte y sureste) y noroeste de Bolivia; algunos posiblemente migran para Colombia.

- Grupo politípico euleri/argentinus: 
  - Lathrotriccus euleri argentinus (Cabanis), 1868 – este de Bolivia, norte de Argentina y Paraguay; migra al norte hacia la Amazonia del este de Perú y de Brasil.
  - Lathrotriccus euleri euleri (Cabanis), 1868 – sureste de Brasil, noreste de Argentina y Uruguay; migra al norte hacia la Amazonia del noreste de Perú, Bolivia y Brasil.